# Tailevu
Tailevu – prowincja w Dystrykcie Centralnym, w Fidżi. W 2017 roku prowincję zamieszkiwało 64 544 osób. Powierzchnia Tailevu wynosi 955 km². Głównym miastem prowincji jest Nausori.